# Cosne-Cours-sur-Loire
Cosne-Cours-sur-Loire is een gemeente in het Franse departement Nièvre (regio Bourgogne-Franche-Comté). De gemeente telde 9.786 inwoners op 1 januari 2022. De plaats is de onderprefectuur van het arrondissement Cosne-Cours-sur-Loire.

## Geschiedenis
Cosne gaat terug op een Gallische nederzetting op de rechteroever van de Loire, Condate. In de Gallo-Romeinse periode werd de plaats een belangrijk handelscentrum dankzij de handel over water (over de Loire en de Nohain) en over land. De plaats lag op het kruispunt van heerbanen tussen Autun en Parijs en tussen Auxerre en Bourges. Vanaf de 5e eeuw vormde de plaats zich opnieuw rond een feodale burcht. In de 9e en 10e eeuw werd Cosne ommuurd, om haar te beschermen tegen de Noormannen die de rivieren afvoeren. In die periode werd de Tour Fraicte gebouwd. Gedurende het ancien régime bleef Cosne een ommuurde stad die regelmatig te lijden had onder oorlogsgeweld.
In 1670 werd de Manufacture des Forges de la Chaussade geopend en werd Cosne een belangrijk centrum voor metaalnijverheid. Er werden ankers en andere metalen benodigdheden voor de Franse marine gemaakt.
In 1833 werd de eerste brug over de Loire geopend en tijdens het Tweede Keizerrijk werd het spoorwegstation geopend. Verder werden toen overheidsgebouwen opgericht: het gemeentehuis, het justitiepaleis en het gebouw van de onderprefectuur. In de 19e eeuw was Cosne bekend voor de fabricage van messen en vijlen. Tussen 1876 en 1939 was Cosne ook een garnizoensstad.

## Geografie
De oppervlakte van Cosne-Cours-sur-Loire bedroeg op 1 januari 2022 53,3 vierkante kilometer; de bevolkingsdichtheid was toen 183,6 inwoners per km². In de gemeente mondt de Nohain uit in de Loire.
De onderstaande kaart toont de ligging van Cosne-Cours-sur-Loire met de belangrijkste infrastructuur en aangrenzende gemeenten.

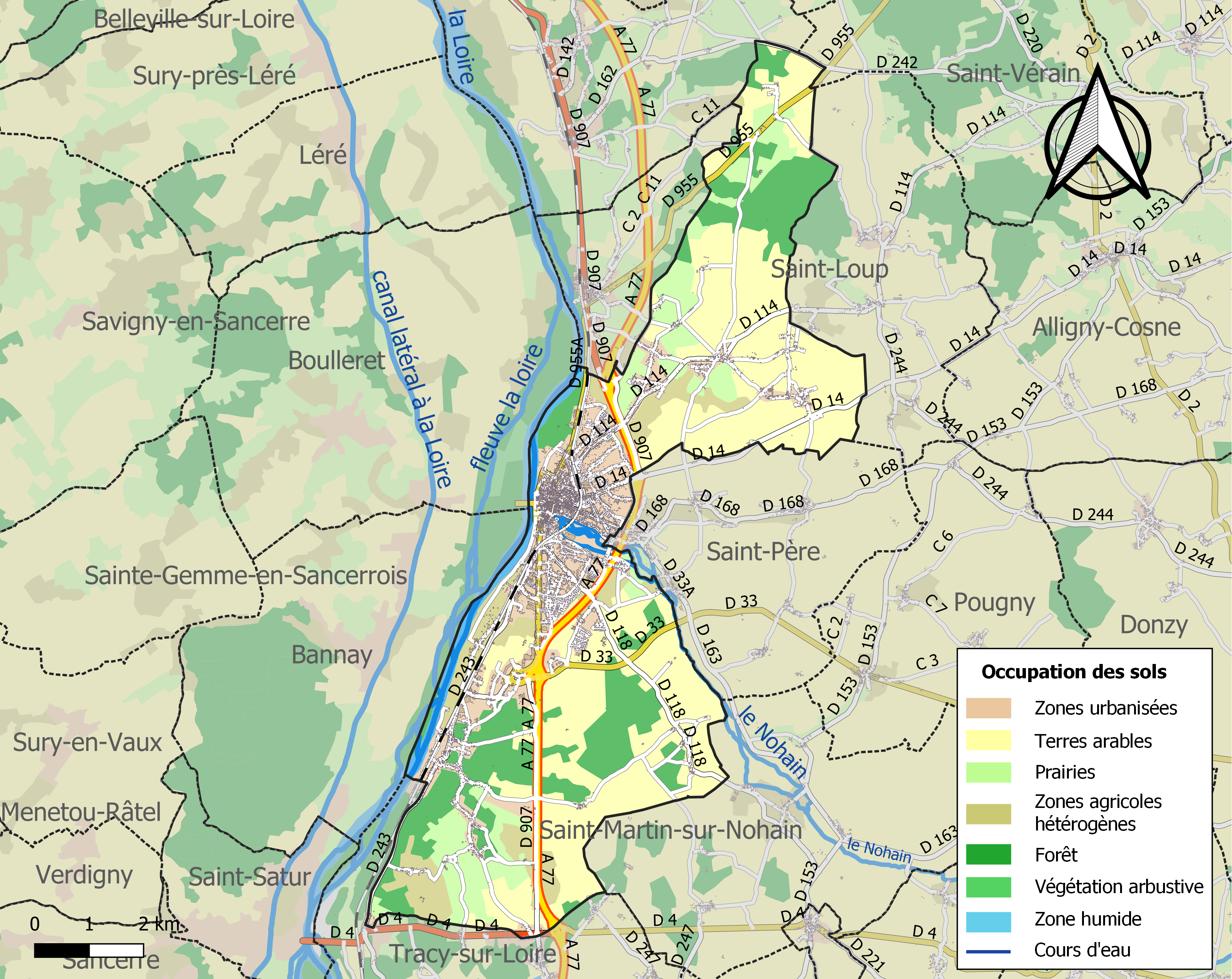

## Demografie
Onderstaande figuur toont het verloop van het inwonertal (bron: INSEE-tellingen).

## Partnersteden
- De stedenband met Herentals (België) werd in 2019 stopgezet.

## Bekende inwoners
- Charles Girault (1851-1932), kunstenaar en architect